# Przyspieszenie myślenia
Przyspieszenie myślenia – typ zaburzenia myślenia charakterystyczny dla manii. Jeśli występuje znaczne przyśpieszenie, określa się je jako gonitwę myśli. W gonitwie myśli wypowiedzi chorego stanowią ciąg powiązanych ze sobą tematów, które związane są ze sobą podobieństwem treści, dźwięków czy gry słów. Chociaż wypowiedzi chorego wydają się pozbawione sensu, są ze sobą w pewien sposób powiązane, np.: Czas już iść do domu. Widziałem w mieście sportowy samochód. Samochody zatruwają środowisko.